# 腾讯云
騰訊雲（英語：Tencent Cloud；又稱：騰訊雲計算），是騰訊推出的雲端運算服務，發布全球雲服務版圖，構建覆蓋全球的數據中心節點，在更多地區跟全球的合作夥伴共同構建，為中國出海企業以及海外本土企業提供雲服務。
根據高德納諮詢公司的報告，腾讯云於2021年全球云计算市场占2.84%的份額，排名第六。而在亞太雲計算市場則佔7.67%，排名第五。

## 数据中心
- 中国地域：广州，深圳，上海，南京，北京，成都，重庆，清远，中国香港；内测[2]：济南、杭州、福州、武汉、长沙、石家庄
- 其他地域：新加坡，首尔，东京，孟买，曼谷，多伦多，硅谷，弗吉尼亚，法兰克福，莫斯科，悉尼，达拉斯，伦敦，阿姆斯特朗，金奈，圣保罗[3]。

## 業務
2022年1月，印尼首個遊戲串流平台GOX宣佈與騰訊雲合作，提供直播和電競解決方案。雙方簽署為期四年的合作備忘錄，作為當地電競及內容傳遞生態系統的藍圖。

## 外部連結
- （英文）騰訊雲国际站 （页面存档备份，存于）
- （简体中文）騰訊雲中國站 （页面存档备份，存于）